# غريتنا
غريتنا (لويزيانا) (بالإنجليزية: Gretna, Louisiana)‏ هي مدينة تقع في الولايات المتحدة في لويزيانا. يقدر عدد سكانها بـ 17,736 نسمة .

## التركيبة السكانية
حدّد مكتب تعداد الولايات المتحدة بيانات التركيبة السكانية لغريتنا في تعداد الولايات المتحدة. في ما يلي، التركيبة السكانية حسب تعدادي 2000 و2010.

### تعداد عام 2000
بلغ عدد سكان غريتنا 17,423 نسمة بحسب تعداد عام 2000، وبلغ عدد الأسر 6,958 أسرة وعدد العائلات 4,286 عائلة مقيمة في المدينة. في حين سجلت الكثافة السكانية 1,496.8 نسمة لكل كيلومتر مربع (3,876.7/ميل2). وبلغ عدد الوحدات السكنية 7,665 وحدة بمتوسط كثافة قدره 658.5 لكل كيلومتر مربع (1,705.5/ميل2).
وتوزع التركيب العرقي للمدينة بنسبة 56.32% من البيض و35.53% من الأمريكيين الأفارقة و0.60% من الأمريكيين الأصليين و3.12% من الأمريكيين ذوي الأصول الآسيوية و0.05% من سكان جزر المحيط الهادئ و2.63% من الأعراق الأخرى و1.75% من عرقين مختلطين أو أكثر و6.34% من الهسبانيون أو اللاتينيون من أي عرق.
بلغ عدد الأسر 6,958 أسرة كانت نسبة 33.1% منها لديها أطفال تحت سن الثامنة عشر تعيش معهم، وبلغت نسبة الأزواج القاطنين مع بعضهم البعض 35.7% من أصل المجموع الكلي للأسر، ونسبة 19.6% من الأسر كان لديها معيلات من الإناث دون وجود شريك،  بينما كانت نسبة 6.3% من الأسر لديها معيلون من الذكور دون وجود شريكة وكانت نسبة 38.4% من غير العائلات. تألفت نسبة 32.7% من أصل جميع الأسر من عدة أفراد يعيشون في نفس المنزل ونسبة 11.3% كانت تتألف من شخص يعيش بمفرده يبلغ من العمر 65 عاماً أو أكثر. وبلغ متوسط حجم الأسرة المعيشية 2.40، أما متوسط حجم العائلات فبلغ 3.06.
بلغ العمر الوسطي للسكان 35.6 عاماً. وكانت نسبة 23.8% من القاطنين تحت سن الثامنة عشر، وكانت نسبة 8.9% بين الثامنة عشر والرابعة والعشرين عاماً، ونسبة 28.3% كانت واقعةً في الفئة العمرية ما بين الخامسة والعشرين والرابعة والأربعين عاماً، ونسبة 20.9% كانت ما بين الخامسة والأربعين والرابعة والستين، ونسبة 14% كانت ضمن فئة الخامسة والستين عاماً فما فوق. يوجد لكل 100 أنثى 94.0 ذكر، ويوجد لكل 100 أنثى في الثامنة عشر من عمرها فما فوق 90.5 ذكر.
بلغ متوسط دخل الأسرة في المدينة 23,788 دولارًا، أما متوسط دخل العائلة فبلغ 29,556 دولارًا. وكان متوسط دخل الذكور 26,310 دولارًا مقابل 19,464 دولارًا للإناث. وسجل دخل الفرد الخاص بالمدينة 12,826 دولارًا. وكانت نسبة 24.8% من العائلات ونسبة 28.5% من السكان تحت خط الفقر، وكان من هؤلاء نسبة 39.7% تحت سن الثامنة عشر ونسبة 26.9% في الخامسة والستين من العمر وما فوق.

### تعداد عام 2010
بلغ عدد سكان غريتنا 17,736 نسمة بحسب تعداد عام 2010، وبلغ عدد الأسر 6,968 أسرة وعدد العائلات 4,148 عائلة مقيمة في المدينة. في حين سجلت الكثافة السكانية 1,523.7 نسمة لكل كيلومتر مربع (3,946.4/ميل2). وبلغ عدد الوحدات السكنية 7,962 وحدة بمتوسط كثافة قدره 684 لكل كيلومتر مربع (1,771.6/ميل2).
وتوزع التركيب العرقي للمدينة بنسبة 55.37% من البيض و34.29% من الأمريكيين الأفارقة و0.50% من الأمريكيين الأصليين و2.67% من الأمريكيين ذوي الأصول الآسيوية و0.04% من سكان جزر المحيط الهادئ و5% من الأعراق الأخرى و2.13% من عرقين مختلطين أو أكثر و13.84% من الهسبانيون أو اللاتينيون من أي عرق.
بلغ عدد الأسر 6,968 أسرة كانت نسبة 29.8% منها لديها أطفال تحت سن الثامنة عشر تعيش معهم، وبلغت نسبة الأزواج القاطنين مع بعضهم البعض 33.6% من أصل المجموع الكلي للأسر، ونسبة 18.7% من الأسر كان لديها معيلات من الإناث دون وجود شريك،  بينما كانت نسبة 7.3% من الأسر لديها معيلون من الذكور دون وجود شريكة وكانت نسبة 40.5% من غير العائلات. تألفت نسبة 32.9% من أصل جميع الأسر من عدة أفراد يعيشون في نفس المنزل ونسبة 10.4% كانت تتألف من شخص يعيش بمفرده يبلغ من العمر 65 عاماً أو أكثر. وبلغ متوسط حجم الأسرة المعيشية 2.41، أما متوسط حجم العائلات فبلغ 3.04.
بلغ العمر الوسطي للسكان 37.5 عاماً. وكانت نسبة 20.7% من القاطنين تحت سن الثامنة عشر، وكانت نسبة 10.4% بين الثامنة عشر والرابعة والعشرين عاماً، ونسبة 28.9% كانت واقعةً في الفئة العمرية ما بين الخامسة والعشرين والرابعة والأربعين عاماً، ونسبة 26.8% كانت ما بين الخامسة والأربعين والرابعة والستين، ونسبة 13.2% كانت ضمن فئة الخامسة والستين عاماً فما فوق. وتوزع التركيب الجنسي للسكان بنسبة 51.6% ذكور و48.4% إناث.

## أعلام
- ستانلي جوزيف أوت
- ميل أوت
- ألفريد بايتون
- إدي لاسي
- سامي مارتن
- باتريك إتش. أدكينز